# Cybianthus coronatus
Cybianthus coronatus är en viveväxtart som beskrevs av Aylthon Brandão Joly och S.L. Jung. Cybianthus coronatus ingår i släktet Cybianthus, och familjen viveväxter. Inga underarter finns listade i Catalogue of Life.